# 吴甡
吳甡（1589年—1670年），號鹿友，晚號柴庵。江苏兴化人。明末政治人物。

## 生平
萬曆三十七年（1609年）己酉科應天府鄉試舉人，四十一年（1613年）癸丑科，賜同進士出身。先後任福建邵武、晉江及山東濰縣知縣。
天启二年，由知縣入京任監察御史，長官左都御史赵南星擬按年例將吳甡對調出京，吳甡於是推薦方震孺等，追論崔文升、李可灼等紅丸案進藥用藥錯誤致光宗身亡之罪，因而留京，成為東林黨人。之後建議撤銷內操，請朝廷召用鄒元標、馮從吾、文震孟，於是和執政的魏忠賢積怨相忤。
天啟七年二月，削籍。
崇禎改元，以故官起用為監察御史。温體仁、周延儒攻訐東林黨人錢謙益。吳甡恐防崇祯帝任用兩人，建議入閣的枚卜大典在廷推名單中選用，事件因以平息。當時對魏忠賢黨羽的追究和京察同時舉行，吳甡建議魏黨的罪惡並非選舉法則所能概括，應該要先定罪。監察御史任贊化因為彈劾溫體仁而外謫，吳甡上書救任、大力詆擊吏部尚書王永光向太監獻媚，請罷黜王。兩者皆沒有得到采納。
吳甡巡按河南的任上，有妖人聚眾搶劫村落，吳甡捕獲並誅殺首領。
崇禎四年，朝廷任命吳甡攜帶內帑十萬兩赈济延綏，吳甡描述當時鄜州「一县之内，十室九空」，延长县「流贼数万，屯聚城下」，清涧县「荒乱尤甚，县中之民，半化为盗，因之饥馑，人心汹汹……城十里外皆是贼巢」。時任三边总督杨鹤指：「非救荒，乃救乱也。」吳甡頒佈朝廷諭令，賊黨解散。崇祯帝得知，即時任命吳甡巡按陝西。吳甡彈劾延綏鎮總兵官杜文煥殺良冒功，杜下獄奪職。吳甡數番為民請命，都得到朝廷允許。吳甡後為大理寺丞、左通政。
崇禎七年九月，越級擢用為右僉都御史，巡撫山西。吳甡上書陳述防禦、邊寇、練兵、恤民四難，以及議兵、議將、議餉、議用人四件事。每年年終扼守黃河，提防陝西河南來的賊人，接連三年沒有一賊通過，期間修築長城。
崇禎八年四月上書：「晉民有三苦：一苦凶荒，無方法餬口謀生；一苦追呼，無力繳納租稅；一苦殺掠，無辦法保全性命。因此悉數淪為盜賊，請朝廷蠲免最殘破的十州的縣租。」崇祯帝即時令朝廷商議施行。户部建議徵收間架稅，吳甡力爭反對，沒有接得到采納。
秋，清國征服察哈爾，清軍攻略朔州，兵鋒直抵忻州、代州，明國守將屢敗。宣大山西總督楊嗣昌派遣副將由代州前往偵察，亦戰敗逃走。山西巡撫吳甡降五級，楊及大同巡撫葉廷桂降三級，三人戴罪視事。早前定襄縣多次地震，吳甡說：“必定有清兵。”下令有司打造守城器具，最終卒之有入侵，定襄因為有準備的緣故，惟獨沒有被兵。山西大盜賀宗漢、劉浩然、高加計都是前任巡撫戴君恩所招撫，尾大不掉。吳甡明面上撫慰他們，而暗地裏密令參將虎大威、劉光祚等下手，各個都被殲滅。吳甡行軍樹立兩面白旗，賊人脅從及老弱婦女跪在旗下即可免死，全活了頗多人。吳甡巡撫山西的任上四年，軍民擁戴就像慈母一樣。後因病歸家。
後任河南、陝西等省巡撫。大学士温体仁告訴吳甡：“流贼癣疥疾，勿忧也。”
崇禎十一年二月，起用為兵部左侍郎。冬，長官兵部尚書楊嗣昌指邊關戒嚴，兵部左侍郎吳甡及兵部添注侍郎惠世楊久沒有到任，請重新廷推。崇祯帝發怒，落職閒住。
崇禎十三年冬，以故官起用為兵部左侍郎。次年，協理京營戎政。
崇禎十五年（1642年）擢為礼部尚书兼东阁大学士，入閣。杨嗣昌死后，督师出缺，崇祯帝命吴甡上前线督师，晉吳甡為太子少保、戶部尚書兼兵部尚書、文淵閣大學士。崇禎十六年（1643），李自成克襄阳、荆州、承天，建立大顺政权。崇祯帝命吴甡督师湖广。吳甡請撥精兵三萬“自金陵赴武昌”，僅湊殘兵萬余。吴甡因手中无兵，一再找借口拖延，至四月仍未出京。五月初一，张献忠陷汉阳，武昌大震。五月三十日张献忠陷武昌。商毅收复汉阳，吴甡下令黄得功和刘良佐从黄州渡江，协同商毅圍剿张献忠。八月，武昌失守，以“故延师期，以致楚省不守，根本震邻”罪，令錦衣衛把吳甡逮捕入京，被革职查办，交法司議罪。南京兵部尚書史可法得知此事，馳書援救，崇祯帝不允。十一月，被遣戍雲南金齒（今云南保山）。途中得知李自成破北京事，肝膽俱摧。崇禎十七年（1644年）五月福王建元弘光，下旨赦還。卒於康熙九年（1670年），《明史》評價：「抑時勢實難，非命世才，固罔知攸濟也。」有《柴菴疏集》20卷，清代被列為禁書。

## 延伸阅读
[在维基数据编辑]
 在维基文库阅读此作者作品
 《明史卷二百五十二》，出自《明史》